# 日暮熟睡男
日暮 熟睡男（ひぐらし ねるお）は、秋本治の漫画およびアニメ版『こちら葛飾区亀有公園前派出所』に登場する架空の警察官。テレビアニメ版での声優は牛山茂（第7話 - 第125話）、今井敦（第126話以降）。テレビドラマ版での俳優は宮藤官九郎（第3話）。
本編終了後も、オリンピック毎に読み切りが発表されている。

## 人物
新葛飾署に勤務する警官。葛飾警察署超能力課。両津勘吉の同僚。元々亀有公園前派出所勤務だったが、登場回数が極端に少ないため、新葛飾署に異動となった。
2月29日生まれ。身長165cm、体重48kg（実際はかなりの肥満体なのだが、4年眠っている間にやせてしまう）。年齢は32〜35歳前後。「モスクワオリンピックのころ、日暮は5歳だった」と両津は語っている。
原則として4年に1度の夏季オリンピックが行われる年にしか目覚めないため、「オリンピック男」「オリンピックキャラクター」といった別名がある。その登場頻度の低さから、再登場する度に新規の読者向けとして両津や大原が彼に関する説明をするなど、本作の長期連載を象徴するキャラクターでもある。2016年はジャンプ本誌ではなく、2016年8月16日発売の週刊少年ジャンプ増刊・こち亀ジャンプに描き下ろされた新作エピソードでの登場となった。なお、この年は最終回にも睡眠状態で登場している。
原作での初登場はモスクワオリンピックが行われた21-6（1980年）。以降、41-6（1984年）、49-7（1986年）、62-4（1988年）、81-1（1992年）、100-9（1996年）、123-1（2000年）、144-1（2004年）、165-5（2008年）、186-8（2012年）、こち亀ジャンプ（2016年）、200-21（2016年）、201-9（2020年）、201-10（2021年）、週刊少年ジャンプ2024年36・37合併特大号（2024年）の15回（1996年秋の番外編にも1回登場している）の登場をしている。
初登場時の一人称は「オレ」。両津のことを苗字で呼び、屈託のない話し方をしていた。次の登場回では一人称が「ボク」に変更。間延びした口調になり、両津のことを「両さん」と呼ぶようになった。
連載4周年を迎え、オリンピックの時のみ目覚めるキャラクターを1回きりの登場のつもりで出し、長期連載になるとは想定していなかったために存在を忘れていたがその後も連載が続き、読者の要望もあって4年に1度という形の登場が続くことになった。編集者は「4年に1回しか登場しないキャラクターはこち亀しかできない」と述べている。
第100巻にて行われた署内の「結婚したい男性ランキング」アンケートでは第8位にランクインしている。

### 能力・特技
24時間以内の未来を100％予知する能力を持っており、その光景をポラロイドカメラに念写することが出来る。両津曰く「体を動かさないからそんな能力がついたのかもしれん」。起きている時はその能力を使い、犯人の潜伏先を言い当てて未解決事件を解決したり、近い将来起こる事件を未然に防いだりと非常に活躍しており、そのおかげで4年間寝ていてもクビにならずに済んでいるのだという。ただ、寝起き直後は調子が悪く、過去の（自分が寝ている間に起きた）出来事を予知したように口走ったり、自分がスターになった姿を念写したりと、ありえない事象が起こる。また、起きている時にあまりに酷使された場合、眠りにつけなくなる場合もある。
第49巻の登場以降は念力を身に付けている。
第100巻での登場では、水泳の才能があることが発覚する。泳ぐことが好きという日暮の目を覚ますために、両津達がスイミングプールへ連れて行った。そこで日暮は「バタフライをやるからね」と言ってそのまま真っすぐ倒れてプールに飛び込み、潜水泳法で50mプールを22秒で泳ぎ切るという日本未公認新記録を叩き出したため、「無名の新人」「次期オリンピック出場確実」などとスポーツ新聞に取り上げられて一躍有名となり、飛込競技でもかなりの才能を見せていた。
2004年以降はテレポーテーション能力を身に付けている。しかし5mほどしか移動できない。その他に透視能力も見せた。
別注巻では弟の起男と決闘しており、これ以降物体を破壊するエネルギー弾を発射できるようになった。アニメ第242話「街角サッカー2002」ではエネルギー光線を射出している。

### 容姿・性格
起きた直後の姿は、無造作に伸びた髪に無精髭を生やし痩せこけている。目と眉毛は常に垂れ下がり、覇気を感じさせない表情をしている。卒配当時は肥満体で丸顔であった。
性格は非常にものぐさである。新人の頃は月3回のペースでしか出勤せず、当時は1日16時間睡眠を取っていたため勤務中も平気で寝ていた。その後も次第に睡眠時間が長くなり、ついには4年に1度しか出勤しなくなってしまった。初登場時には「風呂」と称して洗濯機に服を着たまま入り、食器（割れないようにプラスチック製を使用）も一緒に洗っている。制服は着替える手間を省くためつなぎにしており、着替える際は自分を起こしに来た両津に手伝わせている。なお、オリンピックは盛夏時の開催が多いため、持っている制服は夏服である場合が多い。
オリンピックの年以外に起こすと非常に機嫌が悪くなって理性を保てなくなり、超能力を使って街を破壊するほどに暴れ回ってしまう。作中初めて途中で起こされた49-7での登場ではニコニコ寮を1人で全壊させてしまい、駆けつけた中川に「まるで爆撃を受けたようだ」と言われた。
初期の頃は毒舌な面があり、久しぶりに出勤して大原に挨拶した際に「4年間経っても巡査部長ですか」と皮肉を言っていた。
騙されやすく、寝ている間の出来事を知らないため、両津から嘘を教えられることが多い。そのため、一時期疑り深くなった。
物忘れも激しく、後述の通り自動車の運転の仕方を忘れて事故を起こしたり、毎回目が覚めると自分が住んでいる階を1階と思い込み（実際は4階）、寮の階段から転げ落ちている。
女性に弱く、秋本・カトリーヌ・麗子や秋本優、擬宝珠纏と初めて対面した際には完全に目が覚め、きっちりと挨拶した。女性の前ではよく喋り、ホストをしていた時はマメなトークと持ち前の超能力で人気を得ていた。男性に怒りを鎮めるように説得されても怒りが鎮まらないが、女性に説得されるとすぐに怒りを鎮める。アニメでは麻里愛が説得にあたったことがあるが、服を透視して愛が男であることを見抜いたために怒りが増した。

### 趣味・嗜好
初登場時には12年前に新車で購入したスバル・360を、次の登場時にはホンダ・ドリームCB400FOURを新品の状態で所有していたが、面倒だという理由で乗っていなかった。派出所に出勤するために乗り込むも運転の仕方を忘れたため、暴走運転の末に衝突事故を起こしてスクラップと化した。
1984年には、ボーナスで不動産業の友人から渋谷の土地10坪を1坪80万円で購入し、バブル景気真っ只中の1988年には1坪500万円にまで急騰したことがあった。
好きなスポーツはバレーボール。第49巻で起こされた際、ソウルオリンピックの女子バレーがどうなっているか両津に聞いたことがある。
好物は三色パンのチョコ味。チョコ味以外のパンは食べずに残すため、カビだらけの残骸となって部屋に放置されている。また、単体のチョコパンも食べない。
化学が好きで、両津によれば訳の解らない薬品や植物を集めてゴキブリと他の生物を異種交配させ、新種の生物を作っていたという。その影響からか、日暮の部屋には原始時代のトンボや植物、巨大化した蛾、果ては食人木など、現代には存在しない動植物が奇妙な生態系を形成していた。以前、両津はこの部屋で三葉虫を見たことがあると言い、「入る度に部屋が古代化していく」とも語っている。

### 生活
両津と同じニコニコ寮に住んでおり、4階の404号室が日暮の部屋である（81-1の登場時には1階に移っていた）。日暮の部屋は4年間開けられることがなく、彼の存在を知らない者にはただの物置と思われている。
部屋の内部は大量のゴミで散らかるなど廃墟同然となっており、登場回数を重ねるごとに巨大な食虫植物や昆虫類が大量発生するなど、惨絶な光景へと変貌していった。部屋に発生した食虫植物に捕食され、その中で寝ていたこともあった。扉が錆ついているために部屋に入ることすら困難で、両津はガスバーナーやプラスチック爆弾で扉を破壊して部屋に入っている。その後、100巻で一度改装したため別注や後期には綺麗な部屋となっている。アニメ版では、寮の改装以降はかつしか署の霊安室に預けられていた。
食性はかなりの雑食で、缶詰や経年でチーズ化した牛乳など、口に入る物ならなんでも食べる。初登場時は部屋でキャベツを育てていた。
4年間の眠りに就く際は、天丼10人分、鰻丼10人分、焼肉20人分、寿司10人分などの大量の食事と水分を摂って脂肪を蓄え、髭と髪を剃り、深爪にしてから床につく。これはクマなどが冬眠に入る前と同様に、4年間の空腹などに耐えるための栄養補給であり、日暮は脂肪分が多いために行うことが出来る。この過程を両津や大原は「儀式」と呼んでいる。
4年ごとに目覚めるため、4年前の就寝当時の話題しか知らず、過去4年間の社会の変化についていけない描写が多数存在するが、第144巻以降はこの描写はない。
1980年の初登場時には、中川に「私キャンディーズのファンです。今度コンサート観に行きましょう」と言っており、既に解散していたことを知らなかった。
1984年の登場時には「漫才ブームはどうなった?」と聞き、両津に「とっくに終わった」と言われる描写もある。
1988年の登場時には後半にて両津に新聞を4年分溜めておくように頼み、そして日本シリーズを4年分録画しておくようにとも頼んだ。しかし両津はそれらの事をすっかり忘れており、1992年の登場時にて日本シリーズは4年間ビデオデッキが壊れていて録れなかったと嘘を付いて誤魔化した。
1992年の登場時には平成への改元（1989年）を知らなかった。また消費税の存在を知らず、缶ジュースが110円に値上げされた事に怒って念力で自動販売機を破壊したり、店で食品を購入しようとした際に消費税を上乗せした金額を請求されたことで激昂し、店を念力で破壊するなどしている。
同話では内閣総理大臣の変遷を知らず、両津に「竹下首相、宇野首相、海部首相、宮沢首相。おまえが寝ている4年間でこれだけ変わった」と教えを受ける場面も存在する。
しかし、第49巻で借金取りに途中で無理やり起こされた時は、マラソンの中村清が事故死したことや、佐々木七恵が引退したことなど、眠りについた後の出来事を熟知しており、「睡眠学習で記憶している」と言われたこともある。
給料は寝ている間も毎月支払われており、1988年時点で1,500万円もの貯金が貯まっていた。同年の就寝時に預金通帳を両津に預けたが、両津は「勝てば倍になる」という安易な考えから全額を投じて馬券を購入。しかし、倍になるどころか全額使い果たしてしまい、両津もその事を完全に忘れ去っていたため、4年後に日暮が目覚めた際にそれが明かされる事となり、大いに憤怒した。

### 近年の動向
2004年の就寝後すぐに本庁から「超能力が胡散臭い」という理由で解雇され、2008年の起床時には無職となっていた。そのため、一時期は女好きを活かしてホストクラブに勤務していた。165巻以降、毎回の4年分の給料はなしという条件で完全なクビは免れた。
2008年の就寝前、次回の五輪開催地であるロンドンへ向かったまま消息を絶つ。そのまま現地で2012年を迎えロンドンオリンピックを観戦するが、それは両津・中川・麗子が日暮を起こすためにエキストラを使って開催した偽のオリンピックであった。迂闊にも中川と麗子が演技である旨を明かしてしまった事で、騙されたと勘違いした日暮は大激怒して暴走。そのまま現地警察に逮捕された。
釈放後は宇宙飛行士を志してイギリス国内の大学で勉学に励み、4年をかけて宇宙飛行士の資格を取得。2016年の登場時にはNASAの国際宇宙ステーションに滞在していた。長らく宇宙空間にいたためテレポーテーション能力が強化されており、火星や金星、土星にまでワープできるようになっていた。
2020年は東京オリンピックの開催年だったが、新型コロナウイルス感染拡大の影響で開催が延期となった。しかし、両津はオリンピックが延期したと言っても絶対信じない日暮の説得が面倒だということで、令和への改元を知らない日暮に対して「今は2019年（平成31年）だ」と誤魔化し、翌年（2021年）に「今は2020年だ」と言ってもう一度起こす事にした。この時、日暮は自室に引きこもってNetflixとHuluを視聴しており、ネット関係の事情には詳しくなっているものの、地上波やニュースは全く見ていないためにオリンピックが延期された事実も知らず、両津に言われるままもう1年寝る事になった。また、日暮は奇しくもオリンピックが延期した夢を見ており、その事を不思議がっていた。
2021年に1年遅れで東京オリンピックが開催されたが、日暮のテレポーテーション能力が進化を続けた結果、それまでの横移動に加えてタイムワープを伴う縦移動が可能となり、1964年東京オリンピックの開会式当日である1964年10月10日にタイムワープしていた事が判明。両津と絵崎教授がタイムマシンに乗って迎えに行くが、タイムマシンの故障で1日ずつしか未来に戻れなくなり、1970年まで戻ってきた所で自身の能力を使って一気に現代に戻ってきた。なお、騙されて1年後にまた起きることになった件については日暮は追及していない。同年には、彼にスポットを当てたリミックス「こち亀 日暮祭」が7月16日に発売された。
2024年はパリオリンピックの年だったが、寝る周期が4年なのに対し東京オリンピックの開催が1年ずれた影響で寝る周期が3年だったため最後まで起きず、睡眠状態で計4カットのみの登場となった。
2025年は夏季五輪も冬季五輪もない無関係な年の1月の時期で、沼駿の『超巡!超条先輩』とコラボレートした読み切りに登場。オリンピックのない年に起床するのは3度目となった。

### 家族
日暮 起男（ひぐらし おきお）
声の出演：矢尾一樹
熟睡男の弟。兄とは正反対で4年間眠らずに働き続け、一流企業に課長として務め、世界を駆け回って何千億円の契約をまとめる超企業戦士（ハイパービジネスソルジャー）である。兄と同じく超能力も使える。
熟睡男が1996年夏に起床し、その後就寝した直後の同年秋、街で偶然見かけたビジネススーツ姿の人影が熟睡男そっくりだと主張する両津が、確認をとるために寮の熟睡男の部屋を訪れた。部屋は改装直後であり、布団の上で『こち亀』を全巻読んでいる最中で力尽きて寝ている姿が発見された。その後、両津に無理矢理起こされ、寝不足で狂暴化し、街を破壊して暴れ回る兄の怒りを鎮めるために弟の起男が立ち上がり、バトル漫画さながらの超能力バトルを繰り広げた。しかし、その最中に今日が4年に1度の眠る日（1996年11月26日、アニメ版では1999年5月16日）だということを思い出し、戦いの最中に寝てしまう。
このキャラクターは連載1000回記念の一環として読者からのアイデアを募集し、その中から選ばれた最優秀作品を元に原作者によって描かれた作品である。そのため設定などは本編とは一切関係の無いものとされている。その後本編において、行方不明の熟睡男を探そうとした際に両津が「起男に熟睡男の代役をやらせよう」と提案するも、中川と麗子に「あの時だけの設定ですから」と咎められる描写がある。ジャンプコミックス『こちら葛飾区亀有公園前派出所（別注）』、「こち亀 日暮祭」にのみ収録されており、通常ナンバリングの単行本には収録されていない。
兄（名前不明）
第62巻のみ登場。日暮との電話で、日暮が買った土地がバブルで価格急騰したことを話すも、途中で眠ってしまう。
父・母（ともに名前不明）
第62巻に存在が明かされているが未登場。日暮が実家に電話をかけたところ二人とも出ず、代わりに出た兄によると二人とも寝ていたらしい。

## アニメ版での設定
アニメ版の放送開始がオリンピックイヤーの1996年だったため、初登場は第7話の「めざめよ!冬眠警官」と早い段階から登場していた。アニメ版では当初から超能力（念力など）を使えることになっている。
登場頻度が原作より高く、中期以降はオリンピックの有無に関係なく1年に1度ほど登場していた。オリンピックのない年に登場する場合は、両津に年を誤魔化して無理やり起こされ、後にその事実を知って激怒するオチであり、第126話「五輪にゃまだ早い?」（1999年）、第242話「街角サッカー2002」、TVSP第15弾「ナンバーワンポリス決定戦」（2003年）などが該当する。そのため原作と異なり、日暮に関する説明は割愛される事が多かった。
アテネオリンピック開催年の2004年に放映された第329話「日暮たずねて三千里」では葛飾署の霊安室で寝ていたが、日暮と瓜二つの「目暮一郎」という人物の死体と取り違えられて火葬されそうになった事で、火を見ると瞬間移動する能力を身に着けた。しかし本人には自覚がなく、能力を発動する度に移動距離は延びる一方で、最終的に火星に達してしまう。そして「眠くなったからここで寝る。4年後に起こしに来て」というメッセージを地面に書いてそのまま眠りにつき、これが日暮のアニメ版レギュラー放送での最後の登場となった。
2016年放送のTVSP『THE FINAL 両津勘吉 最後の日』では、商店街の人々の作戦の一環で両津の借金取りとして登場。この時点で4年間起き続けていた原作版とは正反対に、8年間起こされなかったようで、モーニング娘。のメンバーが入れ替わったことや、AKB48、SKE48、NMB48、HKT48、NGT48、乃木坂46といったアイドルグループについて語り「何故乃木坂だけ46なんだ」と茶々を入れていた。
2018年に放映された『アニ×パラ』では、ゴールボールの助っ人として無理やり両津に起こされ登場したが、まだ東京オリンピックの開催年である2020年になっていない事実を知り激怒、両津を超能力で攻撃した。オチの内容はTV版とWEB版で異なっており、TV版では両津ごと爆発して花火となり、WEB版では両津ごとNHK放送センターに突っ込み破壊される流れとなっている。

## テレビドラマ版での設定
演：宮藤官九郎
1977年7月25日生まれ。年齢32歳。公園前派出所勤務の地域課の巡査部長（警視庁職員データベースより）。
第3話で登場。従来どおりの念写や念力は使えるものの、原作やアニメ版と異なり主に心霊事件を中心に活躍している様子で、過去の活躍でも悪魔祓いや陰陽師のように霊能者的な活躍が描写された。両津が中川らに日暮のことを話している場面で映される日暮のイメージ映像は、映画版『陰陽師』のパロディとなっていて、中川が「そういう映画ありましたね」というセリフもある。大原の購入した家に住んでいる幽霊を払うように言われた両津が、ベルリン世界陸上の中継をオリンピックと偽り起こした。その家に住んでいる幽霊は両津と日暮にのみ見えていたが日暮の超能力によって全員に見えるようになる。しかし、寮に戻ってきた時にたまたまあった新聞の記事を見て、両津に騙されたことに気付き激怒し、江戸川の上を走り抜けて大原の新居を空中で大爆発させた。

## 反響
2020年の東京五輪が延期となったため、同年と2021年に作中に登場した。2021年7月に登場した際にはファンの間で話題となった。2024年、『週刊少年ジャンプ』35号の次号予告では「今回は3年ぶりの『あの』男の登場なるか!?」と告知された。同年はパリ五輪の開催年であるが、登場するか否かについて「睡眠が3年間では起きられない」「前回は1年で起きたから大丈夫だ」とファンの間で話題となった。登場したものの意外な展開であったため、ファンから驚きの声が上がっている。